# Пермяк (деревня)
Пермяк — исчезнувшая деревня в Болотнинском районе Новосибирской области. На момент упразднения входила в состав Карасёвского сельсовета. Исключена из учётных данных в 1971 году.

## География
Располагалась у юго-восточной окраины болота Чистого, в 7,5 км к северу-северо-западу от села Карасёво.

## История
Решением Новосибирского облисполкома от 27.09.1971 г. № 650 деревня исключена из учётных данных как фактически не существующая.